# ジョージ・エドワード・ダヴェンポート

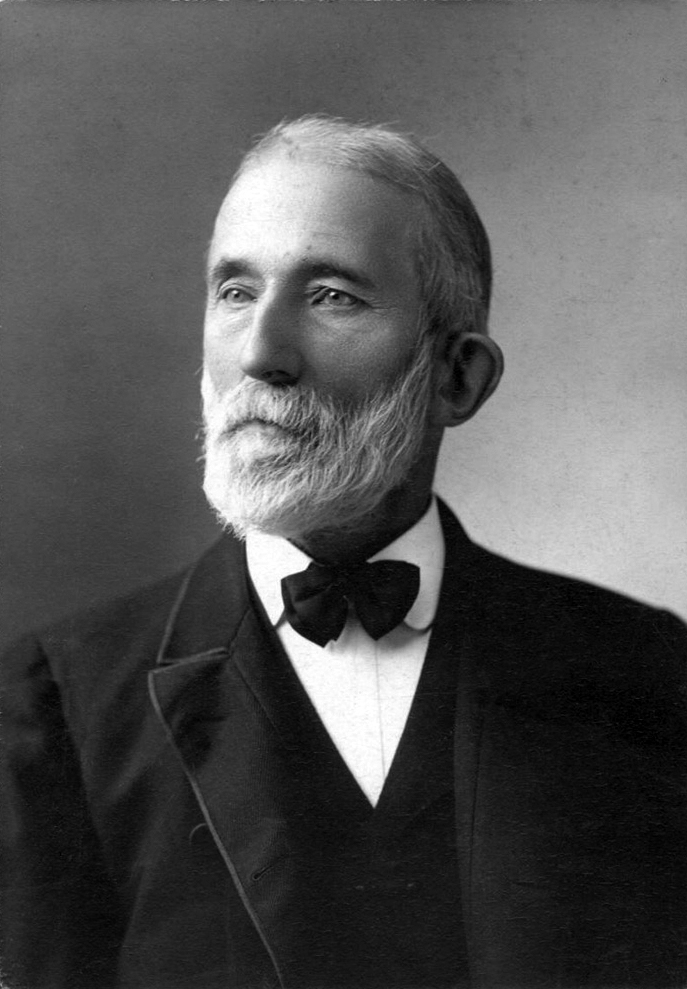
ジョージ・エドワード・ダヴェンポート

ジョージ・エドワード・ダヴェンポート（George Edward Davenport、1833年8月3日 - 1907年11月29日）は、アメリカ合衆国のアマチュア植物学者である。マサチューセッツ園芸協会で活動し、アメリカ合衆国のシダ類の研究をした。

## 略歴
ボストンに生まれた。高校を卒業後、商人として働いた。1872年にマサチューセッツ園芸協会（Massachusetts Horticultural Society）に参加するようになり、1875年までには北アメリカのシダの標本集を発表した。その後、トーリー植物クラブ紀要（Torrey Bulletin）やボタニカル・ガゼット誌（Botanical Gazette）にシダに関する記事を書くようになった。シダに関する著書も出版した。シダ部門リンネアン（Linnaean Fern Chapter、後のアメリカ・シダ学会 American Fern Society)の熱心なメンバーであった。

## 著作
- 1903. Studies of Mexican and Central American Plants. Vol. 8 de Contributions from the United States National Herbarium. Con Joseph Nelson Rose. Editor U.S. Gov. Print. Office, 66 pp.
- 1899. Abnormal Forms, and Hybridity in Ferns. Editor W.N. Clute & Co. printed for the Linn. Fern Soc. 11 pp.
- 1893. A Lecture on the Middlesex Fells. Editor Press of the Medford City News, 27 pp.
- 1883. Some Comparative Tables Showing the Distribution of Ferns in the United States of North America. 8 pp.
- 1879. Catalogue of the "Davenport Herbarium" of North American ferns north of Mexico. 42 pp.
- 1878. Aspidium spinulosum (Swartz) and its varieties
- 1877. Notes on Botrychium simplex Hitchc. 22 pp.